# Fútbol en los Juegos Olímpicos de la Juventud
El fútbol fue una disciplina participante en los Juegos Olímpicos de la Juventud donde participaban selecciones sub-15 y existían dos eventos: uno para hombres y otro para mujeres. Esta disciplina estuvo presente desde su primera edición en 2010 y en 2014.
Esta competición es reconocida por la FIFA y el COI, organizador del evento.[cita requerida] Es de destacar que en este torneo, al participar selecciones sub-15, es el torneo FIFA en el que participan selecciones más jóvenes.
Tanto en la rama masculina como en la femenina, participaban selecciones sub-15.
Desde la edición 2018, el fútbol fue reemplazado por el futsal o fútbol sala.

## Medallero histórico
| Puesto | País              | Código | Oro · | Plata · | Bronce · | Total | Hombres        | Hombres          | Hombres           | Hombres | Mujeres        | Mujeres          | Mujeres           | Mujeres |
| Puesto | País              | Código | Oro · | Plata · | Bronce · | Total | Medalla de oro | Medalla de plata | Medalla de bronce | T       | Medalla de oro | Medalla de plata | Medalla de bronce | T       |
| 1      | Bolivia           | BOL    | 1     | 0       | 0        | 1     | 1              | 0                | 0                 | 1       | 0              | 0                | 0                 | 0       |
| 2      | China             | CHN    | 1     | 0       | 0        | 1     | 0              | 0                | 0                 | 0       | 1              | 0                | 0                 | 1       |
| 3      | Chile             | CHI    | 1     | 0       | 0        | 1     | 0              | 0                | 0                 | 0       | 1              | 0                | 0                 | 1       |
| 4      | Perú              | PER    | 1     | 0       | 0        | 1     | 1              | 0                | 0                 | 1       | 0              | 0                | 0                 | 0       |
| 5      | Guinea Ecuatorial | EQG    | 0     | 1       | 0        | 1     | 0              | 0                | 0                 | 0       | 0              | 1                | 0                 | 1       |
| 6      | Corea del Sur     | KOR    | 0     | 1       | 0        | 1     | 0              | 1                | 0                 | 1       | 0              | 0                | 0                 | 0       |
| 7      | Haití             | HAI    | 0     | 1       | 0        | 1     | 0              | 1                | 0                 | 1       | 0              | 0                | 0                 | 0       |
| 8      | Venezuela         | VEN    | 0     | 1       | 0        | 1     | 0              | 0                | 0                 | 0       | 0              | 1                | 0                 | 1       |
| 9      | Islandia          | ISL    | 0     | 0       | 1        | 1     | 0              | 0                | 1                 | 1       | 0              | 0                | 0                 | 0       |
| 10     | México            | MEX    | 0     | 0       | 1        | 1     | 0              | 0                | 0                 | 0       | 0              | 0                | 1                 | 1       |
| 11     | Turquía           | TUR    | 0     | 0       | 1        | 1     | 0              | 0                | 0                 | 0       | 0              | 0                | 1                 | 1       |
| 12     | Singapur          | SIN    | 0     | 0       | 1        | 1     | 0              | 0                | 1                 | 1       | 0              | 0                | 0                 | 0       |
| Total  | Total             | Total  | 4     | 4       | 4        | 12    | 2              | 2                | 2                 | 6       | 2              | 2                | 2                 | 6       |

## Torneos

### Masculino
| Año           | Sede               | Medalla de oro | Medalla de plata | Medalla de bronce |
| ------------- | ------------------ | -------------- | ---------------- | ----------------- |
| 2010 Detalles | Singapur, Singapur | Bolivia        | Haití            | Singapur          |
| 2014 Detalles | Nankín, China      | Perú           | Corea del Sur    | Islandia          |

### Femenino
| Año           | Sede               | Medalla de oro | Medalla de plata  | Medalla de bronce |
| ------------- | ------------------ | -------------- | ----------------- | ----------------- |
| 2010 Detalles | Singapur, Singapur | Chile          | Guinea Ecuatorial | Turquía           |
| 2014 Detalles | Nankín, China      | China          | Venezuela         | México            |

## Tablas históricas

### Masculino
| #  | Equipo        | MO | MP | MB | Part. | PJ | PG | PE | PP | GF | GC | DG  | PTOS |
| -- | ------------- | -- | -- | -- | ----- | -- | -- | -- | -- | -- | -- | --- | ---- |
| 1  | Bolivia       | 1  | 0  | 0  | 1     | 4  | 4  | 0  | 0  | 19 | 1  | +18 | 12   |
| 2  | Perú          | 1  | 0  | 0  | 1     | 4  | 4  | 0  | 0  | 10 | 4  | +6  | 12   |
| 3  | Singapur      | 0  | 0  | 1  | 1     | 4  | 3  | 0  | 1  | 10 | 6  | +4  | 9    |
| 4  | Corea del Sur | 0  | 1  | 0  | 1     | 4  | 2  | 1  | 1  | 16 | 3  | +13 | 7    |
| 5  | Islandia      | 0  | 0  | 1  | 1     | 4  | 2  | 1  | 1  | 11 | 3  | +8  | 7    |
| 6  | Haití         | 0  | 1  | 0  | 1     | 4  | 2  | 0  | 2  | 4  | 15 | –11 | 6    |
| 7  | Honduras      | 0  | 0  | 0  | 1     | 3  | 1  | 0  | 2  | 6  | 8  | –2  | 3    |
| 8  | Cabo Verde    | 0  | 0  | 0  | 1     | 4  | 1  | 0  | 3  | 8  | 13 | –5  | 3    |
| 9  | Montenegro    | 0  | 0  | 0  | 1     | 4  | 1  | 0  | 3  | 6  | 11 | –5  | 3    |
| 10 | Vanuatu       | 0  | 0  | 0  | 2     | 6  | 1  | 0  | 5  | 4  | 25 | –21 | 3    |
| 11 | Zimbabue      | 0  | 0  | 0  | 1     | 3  | 0  | 0  | 3  | 2  | 7  | –5  | 0    |

### Femenino
| #  | Equipo             | MO | MP | MB | Part. | PJ | PG | PE | PP | GF | GC | DG  | PTOS |
| -- | ------------------ | -- | -- | -- | ----- | -- | -- | -- | -- | -- | -- | --- | ---- |
| 1  | China              | 1  | 0  | 0  | 1     | 4  | 3  | 1  | 0  | 17 | 0  | +17 | 10   |
| 2  | Guinea Ecuatorial  | 0  | 1  | 0  | 1     | 4  | 3  | 1  | 0  | 12 | 4  | +8  | 10   |
| 3  | Turquía            | 0  | 0  | 1  | 1     | 4  | 3  | 0  | 1  | 13 | 5  | +8  | 9    |
| 4  | México             | 0  | 0  | 1  | 1     | 4  | 2  | 1  | 1  | 13 | 4  | +9  | 7    |
| 5  | Venezuela          | 0  | 1  | 0  | 1     | 4  | 2  | 1  | 1  | 14 | 8  | +6  | 7    |
| 6  | Chile              | 1  | 0  | 0  | 1     | 4  | 2  | 1  | 1  | 6  | 7  | –1  | 7    |
| 7  | Eslovaquia         | 0  | 0  | 0  | 1     | 4  | 1  | 1  | 2  | 7  | 9  | –2  | 4    |
| 8  | Papúa Nueva Guinea | 0  | 0  | 0  | 2     | 6  | 1  | 1  | 4  | 3  | 18 | –15 | 4    |
| 9  | Irán               | 0  | 0  | 0  | 1     | 4  | 1  | 0  | 3  | 4  | 11 | –7  | 3    |
| 10 | Trinidad y Tobago  | 0  | 0  | 0  | 1     | 3  | 0  | 1  | 2  | 1  | 4  | –3  | 1    |
| 11 | Namibia            | 0  | 0  | 0  | 1     | 3  | 0  | 2  | 3  | 3  | 21 | –18 | 0    |